# IPhone 12 Pro
O iPhone 12 Pro e o iPhone 12 Pro Max são smartphones projetados, desenvolvidos e comercializados pela Apple Inc. Eles são os principais smartphones da décima quarta geração do iPhone, sucedendo o iPhone 11 Pro e o iPhone 11 Pro Max, respectivamente. Eles foram revelados junto com o iPhone 12 e o iPhone 12 Mini em um evento especial da Apple no Apple Park em Cupertino, Califórnia, em 13 de outubro de 2020, com o iPhone 12 Pro sendo lançado em 23 de outubro de 2020 e o iPhone 12 Pro Max em 13 de novembro de 2020. Eles foram descontinuados em 14 de setembro de 2021, junto com o iPhone XR, após o anúncio do iPhone 13 e iPhone 13 Pro.
As principais atualizações do iPhone 11 Pro e iPhone 11 Pro Max incluem a adição de suporte 5G, o sensor lidar, ProRAW (DNG), permitindo captura de imagem de 12 bits sem perda de alta qualidade no aplicativo de fotos nativo com o uso do novo DNG v1. 6, a introdução do sistema de carregamento e acessórios sem fio MagSafe, o sistema Apple A14 Bionic em um chip (SoC), vídeo de alta faixa dinâmica Dolby Vision 10 bits 4: 2: 0 4K gravação de vídeo a 30 ou 60 fps , telas maiores de 6,1 polegadas e 6,7 polegadas no iPhone 12 Pro e iPhone 12 Pro Max, respectivamente, e a mudança para uma capacidade básica de 128 GB da capacidade base anterior de 64 GB, mantendo as outras capacidades de armazenamento de 256 e 512 GB. O iPhone 12 Pro e o iPhone 12 Pro Max, como o iPhone 12 e o iPhone 12 Mini, são os primeiros modelos de iPhone da Apple a não incluir mais um adaptador de energia ou fones de ouvido EarPods encontrados em modelos de iPhone anteriores; no entanto, um cabo USB-C para Lightning ainda está incluído e essa alteração foi aplicada retroativamente a outros modelos de iPhone vendidos pela Apple, incluindo o iPhone XR, iPhone 11 e iPhone SE (2ª geração).

## História
O iPhone 12 Pro e o iPhone 12 Pro Max foram anunciados oficialmente ao lado do iPhone 12 e iPhone 12 Mini e HomePod Mini por meio de um evento virtual para a imprensa filmado e gravado no Steve Jobs Theatre no Apple Park em Cupertino, Califórnia, em 13 de outubro de 2020. Pré -os pedidos começaram para o iPhone 12 Pro em 16 de outubro de 2020 e foram lançados em 23 de outubro de 2020, junto com o iPhone 12 e iPad Air de quarta geração, com pré-encomendas para o iPhone 12 Pro Max começando em 6 de novembro de 2020, com lançamento completo em 13 de novembro de 2020, junto com o iPhone 12 Mini. Isso marcou a primeira vez desde o lançamento do iPhone XS e iPhone XR em que um novo iPhone não foi lançado simultaneamente na mesma data que outros modelos anunciados. O preço começa em $999 para o iPhone 12 Pro e $1.099 para o iPhone 12 Pro Max.
Em 14 de setembro de 2021, após o anúncio do iPhone 13 Pro e 13 Pro Max, o iPhone 12 Pro e 12 Pro Max foram retirados de venda no site oficial da Apple.
Em março de 2022, a Apple começou a vender modelos iPhone 12 Pro recondicionados a partir de $759, mas não sua variante Max.